# Барбетний броненосець

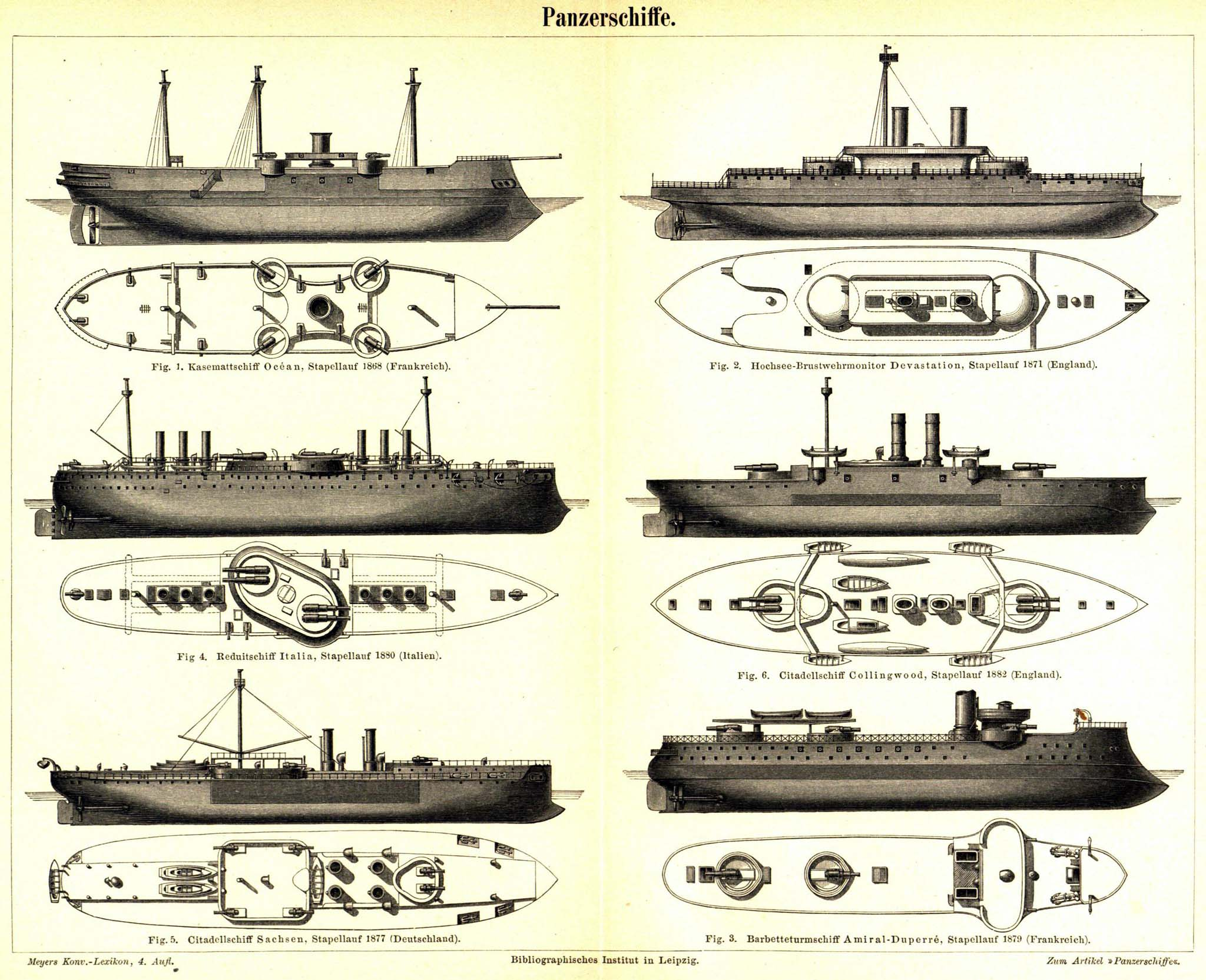
Варіанти барбетних броненосців різних держав

Барбетний броненосець — один з підкласів броненосців, визначених на основі способу розміщення артилерії головного калібру у барбетах — обертових гарматних установках, захищенних нерухомим вертикальним броньовим захистом, на відміну від казематних броненосців, гармати яких розміщувалися у броньованій цитаделі ближче до центру корабля, та баштових броненосців, озброєння яких розміщувалося у поворотних баштах.
Були поширенні у 1870—1880 роках. Спочатку барбетні установки зазвичай доповнювали озброєння, розміщене у казематах, як на французькому броненосці «Редутабль». Пізніше з'явилися вже суто барбетні кораблі, приміром, як броненосці типу «Італія», німецькі типу «Заксен» чи британські типу «Адмірал».
Барбети дозволяли як і башти забезпечити широке коло обстрілу гармат, водночас дозволяли зменшити вагу броньового захисту (відповідно посиливши його для інших критичних ділянок чи, спростити механізми повороту гармат. Гармати можна було розмістити вище у корпусі корабля, що своєю чергою дозволяло збільшити висоту надводного борту, а відтак і морехідні якості корабля.
Недоліком барбетів була незахищеність гармат і обслуги зверху. Надалі барбети зверху прикрили бронею, по суті повернувшись до конструкції башт, але значно легших за попередні, при чому барбети стали їх інтегральною частиною.